# Державний музей Аджарії
Держа́вний музе́й Аджа́рії (груз. აჭარის სახელმწიფო მუზეუმი) або Батумський краєзнавчий музей імені Харитона Ахвледіані — історико-краєзнавчий музей у місті Батумі, столиці регіону Аджарія (Грузія), визначний осередок культури і просвітництва міста, автономії та держави, що знайомить з історією та побутом краю, його мешканцями і визначними діячами, демонструє археологічні й природні артефакти; найстаріший державний заклад подібного типу (створений у 1908 році). 

## Загальні дані
Музейний заклад розташований за адресою:
вул. Ісфраїла Джинчарадзе, буд. 4.
Працює щодня з 11:00 до 18:00.
Площа музею складає 1 737 м², експозиційна площа — 706 м², запасники — 110 м²
Культзаклад носить ім'я грузинського вченого і батумознавця Харитона Ахвледіані (див. тут)

## Історія
Краєзнавчий музей у Батумі був заснований у 1908 році групою вчителів, які любили свій край і бажали познайомити учнів з його історією. Спочатку це був суто шкільний заклад, що фінансувався громадськими діячами міста на чолі з Миколою Гоманом. Розташовувався він в училищі імені Пушкіна.

Вхід до музею

Експозиція музею поступово росла, розширювалася і згодом не вміщалася в будівлі. Відтак, у 1930 році було прийнято рішення перенести її в нове приміщення, де вона перебуває дотепер. Задля цього була вибрано споруда, зведена в 1883 році, що належала міському казначейству. 
У 1938 році директором Батумського краєзнавчого музею став Харитон Ахвледіані, який пропрацював на цій посаді понад півстоліття, за цей час значно збільшивши колекцію, а також перетворивши музей в науково-просвітницький заклад. 
У 1957 році добудували другий поверх музейного приміщення, щоб відвідувачі закладу змогли в повній мірі насолодитися експонатами.
У 2005 році, вже за Незалежності Грузії, музейній установі було присвоєно ім'я Харитона Ахвледіані.

## Експозиція та діяльність
У теперішній час колекція Державного музею Аджарії налічує близько 180 тисяч експонатів, в тому числі 2 000 старовинних рукописів і 6 300 рідкісних книг, написаних різними мовами. 
Музейна експозиція розміщується на 2-х поверхах і складається з 4-х тематичних відділів: 
- відділ природи — містить бл. 6 700 експонатів; ощнайомлює з особливостями ландшафту Аджарії, її геологічною будовою, флорою і фауною. Колекція цього відділу представлена такими експонатами, як: чучела риб, птахів і тварин, притаманні цьому регіону; породи дерев (дуби, пальми, інжир) та ті, що росли тут у минулому, скам'янілості Годердзійського лісу і гербарії, зібрані в місцевих лісах і горах; зразки корисних копалин і осадових порід; особливе місце займає велика карта стародавньої Аджарії, що розповідає як приблизно 155 млн років тому тут було глибоке море, що відступило після виверження вулкана;
- археологічний відділ — налічує понад 1 500 експонатів, найдавніші з яких відносяться до кам'яної доби, а найцікавіші — до елліністичного періоду і дохристиянської епохи. У цьому залі, зокрема, експонуються стародавні знаряддя праці, кам'яні ідоли, бронзові і срібні прикраси, глиняний посуд та керамічні вироби, древні монети. Особливу увагу заслуговує кратер, який відноситься до V століття до н. е., за формою нагадує вазу, й на ньому збереглися малюнки за сюжетами давньогрецької міфології;
- відділ етнографії — знайомить з обстановкою помешкання жителів Аджарії, характерною для XIX століття: макет приміщення виготовлений у натуральну величину, в ньому розміщені фігури людей, хатнє начиння, зокрема скрині, посуд тощо. Також у залі представлені зразки грузинського одягу, весільних шат і килимів, виготовлених в XVIII-XIX ст. ст.;
- історичний відділ — розташований на 2-му поверсі і присвячений середньовічної історії регіону: демонструється мапа царського Батумі, є картини і фотографії відомих людей, пам'яток і споруд. У цьому залі експонуються також зразки зброї: шаблі, ятагани, списи, пістолети і гранати, а також воїнське озброєння. У цьому ж музейному просторі відвідувачам показують колекцію домашніх тварин з аномаліями.

У музеї працює виставковий зал, також є внутрішній дворик, у якому демонструються довоєнний трактор і 18-метровий скелет кита.

## Джерело-посилання
- Краєзнавчий музей в Батумі [Архівовано 28 жовтня 2019 у Wayback Machine.] на www.womanadvice.ru (жіночий вебжурнал WomanAdvice.ru - поради на всі випадки життя) [Архівовано 5 листопада 2019 у Wayback Machine.] (рос.)